# Salt Flat (Texas)
Salt Flat es un despoblado en la parte noreste del Condado de Hudspeth, Texas, Estados Unidos. 
Se localiza en las rutas 62 y 180 al norte de Sierra Blanca, la sede del condado de Hudspeth.
A pesar de que Salt Flat es una localidad no incorporada, tiene un código ZIP: 79847.  La sede del Parque nacional de las Montañas de Guadalupe utiliza este Código ZIP a pesar de que se encuentra más cerca de Pine Springs, debido a que esta localidad no cuenta con una oficina de correos.

## Depósitos de sal
Justo en las afueras de la localidad hay un salar.  En la Guerra de la sal de San Elizario hubo una disputa sobre la propiedad y el acceso a estos depósitos de sal.